# Баргушатский хребет
Баргушатский хребет (арм. Բարգուշատի լեռնաշղթա) — горная цепь на Армянском нагорье на юге Армении, восточный отрог Зангезурского хребта. Расположен между реками Воротан и Вохчи. Длина около 70 км, ширина — 15—26 км, тянется на восток от горы Наапет. Хуступ-Гиратахским разломом делится на высокую северо-западную и низкую юго-восточную части. Наивысшая точка — гора Арамазд (3399 м), кроме неё примечательна гора Еркатасар (3227 м). Склоны изрезаны глубокими (до 800 м) каньонами притоков Воротана и Гехи.
На хребте расположены месторождения: Каджаранское медно-молибденовое, Капанское медно-полиметаллическое, Дастакертское золото-полиметаллическое, Шаумянское золото-полиметаллическое. Есть также залежи серебра, железной руды, марганца, титана, цинка диатомитов, стройматериалов. Большинство из этих месторождений представляют промышленный интерес. Имеются источники минеральных вод.
Значительная часть хребта покрыта дубовыми и дубово-грабовыми лесами, ксерофильными кустарниками и нагорно-ксерофитными травами. Выше расположены субальпийские и альпийские луга с отдельными скальными обнажениями.
Отроги хребта — Хачдаш и хребет Кяпрюсар.